# Madamigella di Maupin
Madamigella di Maupin è un film del 1966 diretto da Mauro Bolognini, liberamente ispirato al romanzo omonimo di Théophile Gautier.

## Trama
Nella Francia del Re Sole una ragazza, Maddalena, pur di non sottostare a un matrimonio di convenienza, si arruola nell'esercito. Per questo deve travestirsi da uomo prendendo il nome di Teodoro. Ben presto però si innamora del capitano Alcibiade che gli dimostra grande cameratismo. La sua identità però viene scoperta dal perfido D'Albert che si invaghisce di lei ma alla fine, chiarito l'equivoco, tornata nei panni di Maddalena, dichiarerà il suo amore ad Alcibiade.

## Riconoscimenti
- 1966 – Festival Internazionale del Cinema di San Sebastián
  - Concha de Plata al miglior regista a Mauro Bolognini